# Monitor Latino
Monitor Latino är en singellista som startades 2003, och rankar låtar baserad på speltid i radio runtom i Mexiko och spanskspråkiga radiostationer i USA, och använder "Radio Tracking Data", LLC i realtid. Listorna som publiceras är Top 20 General, Top 20 Pop, och Top 20 Ingles som kartlägger den engelskspråkiga skivmarnaden i Mexiko. Dessa listor publiceras över RadioNotas medan hela listan endast är tillgänglig för prenumeranter. I januari 2012 började man kartlägga radiostationerna i Dominianska republiken, och publicera singellistor endast tillgängliga för prenumeranter. Monitor Latino delar årligen ut priser på en gala i Los Angeles.